# Зубрицький Никодим
Никодим Зубрицький (1688 — 1724) —  український гравер по дереву й міді, чернець.

## Життєпис

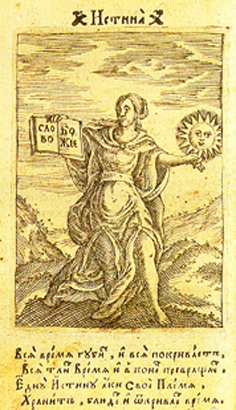
Гравюра Никодима Зубрицького в книзі Іфіка Ієрополітика (1712)

Народився на Львівщині у селиці Зебря або Зубрці.
Ймовірно, замолоду прийняв чернечий постриг, став ченцем на ім'я Никодим. Вже в 1688 році виконував гравюри для Крехівського монастиря. 1691 року переїздить до Львова, де оздоблює «Служебник», що вийшов у місцевій православній друкарні. Після цього виконує замовлення Унівського та Львівського монастирів. У 1696 році гравірує «Євангіліє учительне» та «Апостола». Виконує невеликі гравюри для Акафістів. У 1700 році на замовлення монастиря Святої Катерини на Синаї ілюструє перше в Україні видання «Ірмологіона».
1704 року переїздить до Почаївського монастиря. Тут цього року виконує шедевр історико-батального жанру «Облога Почаїва турками», відтворивши твір художника Анатолія (оригінал твору Анатолія не зберігся).
1705 року на запрошення гетьмана Івана Мазепи Зубрицький мандрує до Києва, де стає ієромонахом Києво-Печерської лаври.
З 1705 до 1712 року працює над 67 гравюрами до видання друкованої морально-дидактичної збірки «Іфіка Ієрополітика». У 1712 році переїздить до Чернігова, де виконує замовлення місцевих монастирів та церков, співпрацює з місцевою друкарнею. У 1717 році ілюструє «Новий заповіт». Згодом повертається до Києва, де помирає 1724 року.

## Творчість
Творчий спадок Никодима Зубрицького налічує понад 400 творів, з яких близько 360 гравюр мають релігійні сюжети. Це книжкові ілюстрації, різні типи прикрас, естампи, які виконані технікою ксилографії, мідьориту та офорту. Творчо переосмислював зразки західних гравюр, сюжети яких були запозичені з античної історії, міфології, Біблії, суттєво доповнивши їх образами української літератури та фольклору.